# Branche Owari

Maruni-mitsubaaoi (« cercle autour de trois feuilles d'Asarum caulescens »), mon (emblème) de la branche Owari du clan Tokugawa.

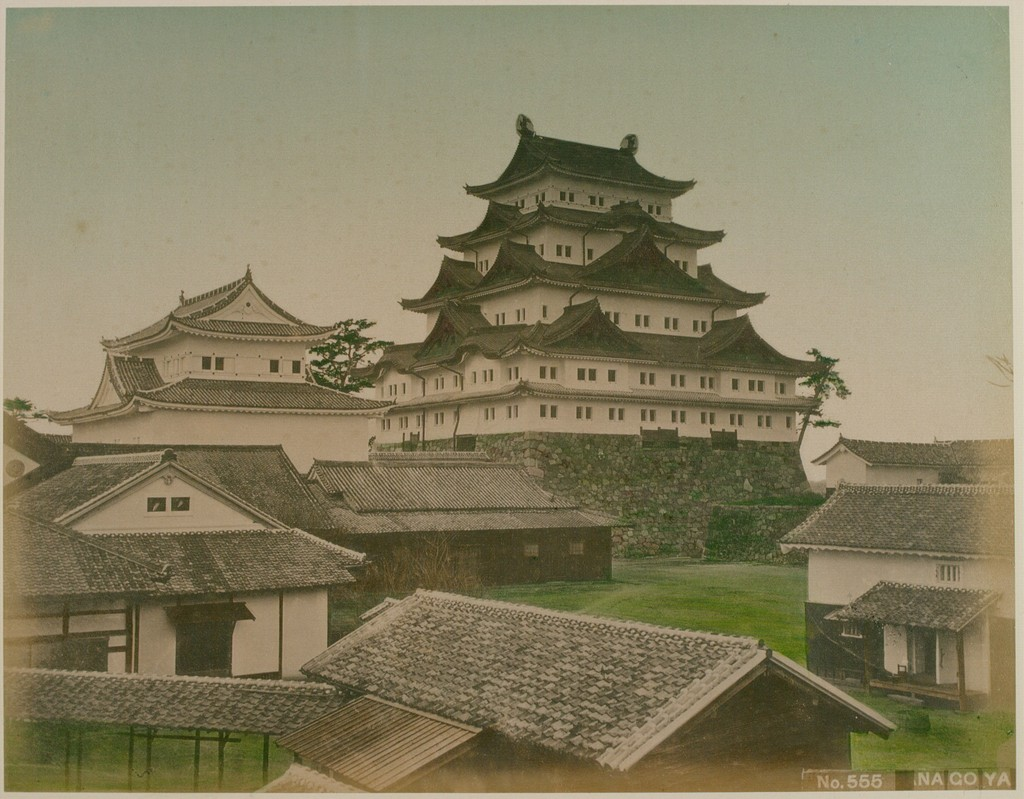
Le siège de la branche Owari durant le shogunat Tokugawa se trouve au château de Nagoya.

La branche Owari (徳川尾張家, Tokugawa Owari-ke) du clan Tokugawa descend de Tokugawa Yoshinao, neuvième fils de Tokugawa Ieyasu. C'est aussi la principale Gosanke (« trois honorables maisons des Tokugawa »). Pendant plus de deux cent cinquante ans, la famille Owari dirige le domaine d'Owari, la région entourant l'actuelle ville de Nagoya dans la préfecture d'Aichi, avec le château de Nagoya comme base principale. Une autre résidence est le « Ōzone Shimoyashiki (en) ».

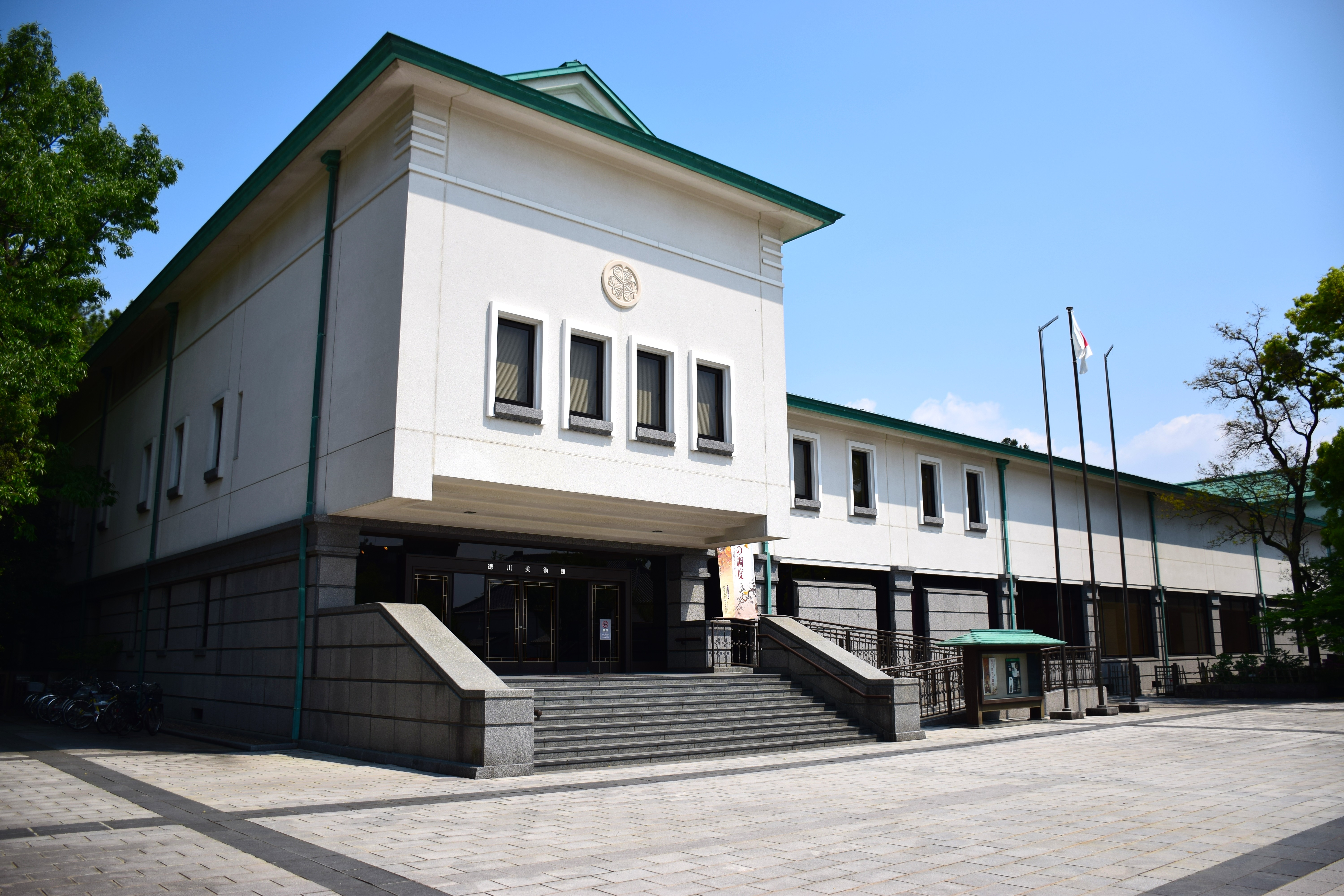
Les trésors de la branche Owari sont conservés au musée d'art Tokugawa à Nagoya.
L'actuel chef du clan est Tokugawa Yoshitaka.

## Chefs de la branche
1. Tokugawa Yoshinao (1601-1650)
2. Tokugawa Mitsutomo (1625-1700)
3. Tokugawa Tsunanari (1652-1699)
4. Tokugawa Yoshimichi (1689-1713)
5. Tokugawa Gorōta (1711-1713)
6. Tokugawa Tsugutomo (1692-1731)
7. Tokugawa Muneharu (1696-1764)
8. Tokugawa Munekatsu (1705-1761)
9. Tokugawa Munechika (1733-1800)
10. Tokugawa Naritomo (1793-1850)
11. Tokugawa Nariharu (1819-1839)
12. Tokugawa Naritaka (1810-1845)
13. Tokugawa Yoshitsugu (1836-1849)
14. Tokugawa Yoshikatsu (1824-1883)
15. Tokugawa Mochinaga (1831-1884)
16. Tokugawa Yoshinori (1858-1875)
17. Tokugawa Yoshikatsu (1824-1883)
18. Tokugawa Yoshiakira（1863-1908)
19. Tokugawa Yoshichika（1886-1976)
20. Tokugawa Yoshitomu（1911-1992)
21. Tokugawa Yoshinobu (1933-2005）
22. Tokugawa Yoshitaka (né en 1961）

## Rangs de la branche Owari

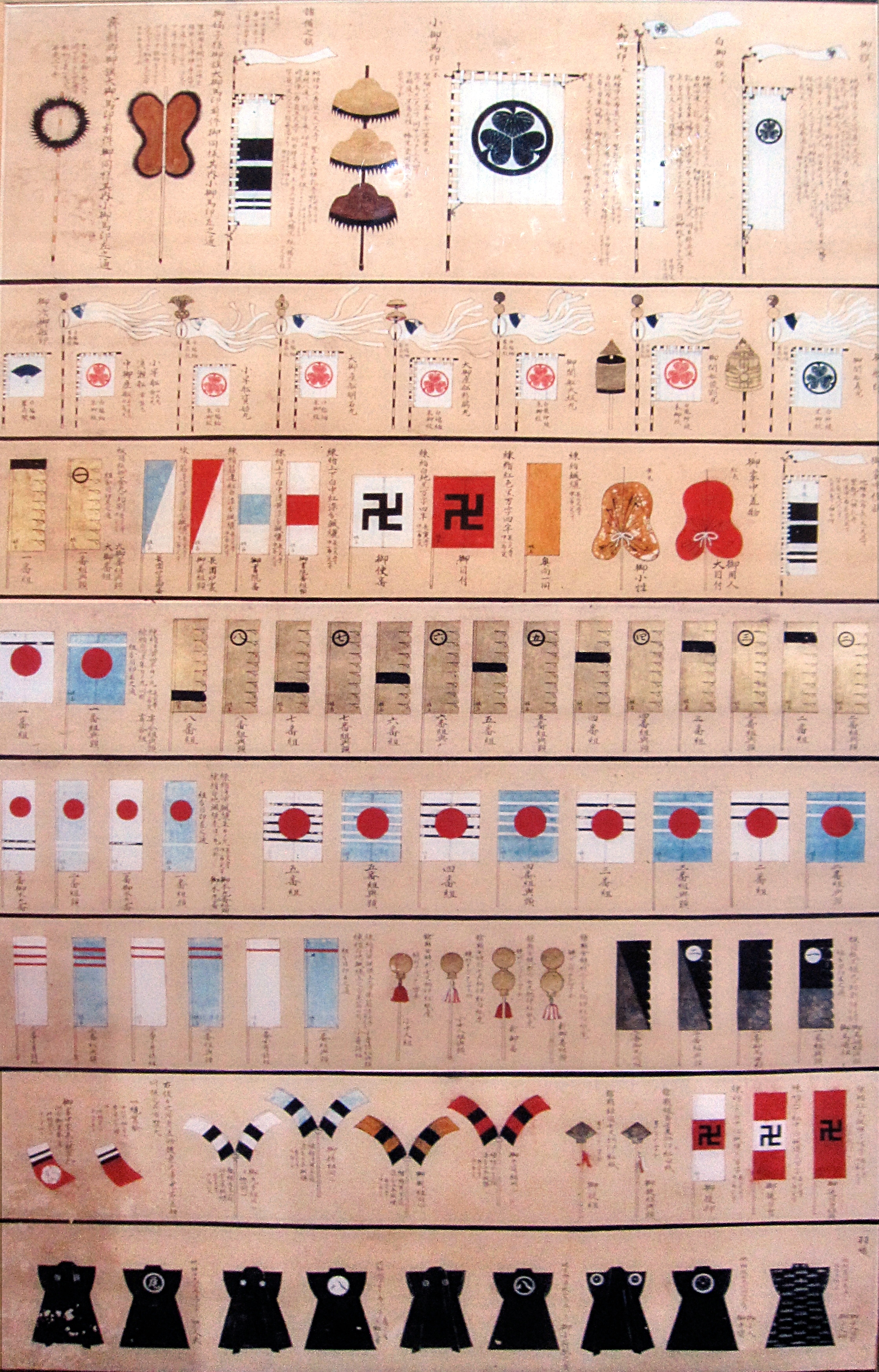
Bannière de la branche Owari du clan Tokugawa.

Le nombre d'obligés de la branche Owari se situe à environ six à sept mille, même si ce nombre varie à chaque époque. Le revenu garanti que les obligés reçoivent du clan pour leur personnel (serviteurs des samouraïs, etc.) est spécifié dans les dispositions pour la mobilisation pendant le service militaire. Pour le clan Owari, ces provisions pour la mobilisation durant le service militaire sont établies durant l'ère Kan'ei 10 (1633), et révisée en Kanbun 1 (1661) et Kansei 6 (1794). La fonction de ces révisions est de faire varier le nombre des rangs établis. Les chevaux et autres ont également été requis sur le champ de bataille et leur nombre dans le dispositif des allocations est également pris en compte dans les dispositions.